# آنتونیو لابریولا
آنتونیو لابریولا (به ایتالیایی: Antonio Labriola) (زاده ۲ ژوئیه ۱۸۴۳ - درگذشته ۱۲ فوریه ۱۹۰۴) نظریه‌پرداز مارکسیست و فیلسوف ایتالیایی بود. او که خود هیچگاه در هیچ سازمان سیاسی مارکسیستی فعال نبود تأثیر بسیاری بر نظریه‌پردازان سیاسی ایتالیا در سده ۲۰ از جمله آنتونیو گرامشی از رهبران حزب کمونیست ایتالیا، بندیتو کروچه بنیان‌گذار حزب لیبرال ایتالیا و آمادئو بوردیگا بر جای گذاشت. همچنین لئون تروتسکی سیاستمدار و متفکر مارکسیست به اثرپذیری‌اش از لابریولا اشاره می‌کند.

## اندیشه‌ها
لابریولا به شدت متأثر از اندیشه‌های گئورگ ویلهلم فریدریش هگل و یوهان فریدریش هربارت بود. درک او از مارکسیسم کمتر به درک ارتدکس کسانی مانند کارل کائوتسکی شباهت داشت. او مارکسیسم را به صورت مجموعه‌ای از توصیه‌ها برای درک بهتر مصالح انسان می‌فهمید. به نظر او مارکسیسم نقد مفهوم ایدئولوژی است. توصیف او از مارکسیسم به عنوان «فلسفهٔ پراکسیس» بعداً در «دفترهای زندان» گرامشی تکرار شده‌است.
از او آثاری در نقد تئوری‌های هگل، نیچه، بندیتو کروچه، و نوکانتیسم موجود است.